# TV União (Rio Branco)
A TV União é uma estação de televisão comercial brasileira sediada em Rio Branco, capital do estado do Acre, transmitida no canal virtual 6.1. Inaugurada pelo empresário José Alberto Bardawil em 1988, foi afiliada à Rede Bandeirantes (Band) até 2000, quando ficou independente. Em 2001, com a criação da Rede União, gerada pela TV União de Fortaleza, no Ceará, a estação acriana tornou-se sua filial juntamente à TV União de Brasília.

## História
Em 1988 o empresário José Alberto Bardawil, nascido em Fortaleza, no Ceará, adquiriu uma licença para transmissão de televisão em sinal aberto em Rio Branco, no Acre, através do canal 13 VHF, inaugurando em agosto a TV União, colocada no ar em quinze dias, que afiliou-se à Rede Bandeirantes. Até 1990 haviam sido instaladas repetidoras em Brasiléia, Feijó, Plácido de Castro, Sena Madureira, Senador Guiomard, Tarauacá e Xapuri. Entre os destaques de sua programação esteve o jornalismo, responsável por desmantelar um grande esquema do crime organizado no Norte brasileiro.
Em 1997, planejando formar uma rede nacional com presença em outros estados do Brasil, Bardawil inaugurou a Rede Brasiliense de Comunicação, em Brasília, no Distrito Federal, e obteve a outorga de um canal de televisão em Fortaleza. Assim, em novembro de 2000 a TV União deixou de retransmitir a programação da Band e tornou-se independente, e em 2001 lançou sua filial na capital cearense, alçada à matriz da Rede União, integrada também pela estação de Brasília — àquela altura renomeada para TV União.
Em 3 de novembro de 2004 foi inaugurada em Rio Branco a Rádio União FM, na frequência de 94,7 MHz, com programação popular destinada às classes A, B e C. A estação chegou a deter o maior acervo de músicas do rádio acriano, contando com cerca de cem mil faixas em formato digital.
No início dos anos 2010 a TV União deslocou seu sinal em Rio Branco para o canal 19 UHF. Em 5 de setembro de 2017 lançou sua transmissão no sinal digital através do canal 18 UHF, com programação no virtual 6.1. Em 31 de outubro de 2018, bem como outras estações de Rio Branco, encerrou sua operação pelo sinal analógico. Em janeiro de 2019 seu sinal foi deslocado para o canal 38 UHF.